# All Over Me
«All Over Me» («Всё обо мне») — песня американского кантри-певца Джоша Тёрнера. Она вышла 5 апреля 2010 года в качестве второго сингла с четвёртого студийного альбома Haywire на лейбле MCA Nashville. Песню написал авторский коллектив The Peach Pickers в составе Ретт Эйкинс, Даллас Дэвидсон, Бен Хейслип. Сингл стал четвёртым чарттоппером в кантри-чарте США.

## Отзывы
«All Over Me» получила в основном положительные отзывы критиков. Карли Юстус из Engine 145 высоко оценил эту песню, назвав её летней, которая «приносит пену и веселье, которые требуются этому [типу] песен, не поддаваясь полностью устаревшим инструментальным и лирическим клише». Она нашла лирику «простой [и] удручающе производной», но похвалила «фирменный баритон Тёрнера». Бобби Пикок из Roughstock положительно отзывался о песне, называя её «беспроигрышной песней», которая была написана раньше, но это кажется «забавным, когда Джош поёт об этом». Кевин Джон Койн из Country Universe дал песне оценку B, назвав её «приятным прослушиванием» и что Тёрнер способен «превратить хороший материал в отличное развлечение».

## Чарты
«All Over Me» дебютировал на 59 строчке в американском чарте Billboard Hot Country Songs за неделю с 24 апреля 2010 года. На неделе, закончившейся 17 июля 2010 года, он также дебютировал на № 97 в Billboard Hot 100. В октябре 2010 года он стал его четвёртой песней номер один.

### Еженедельные чарты
| Чарт (2010)                       | Высшая позиция |
| --------------------------------- | -------------- |
| США (Billboard Hot 100)           | 59             |
| США (Billboard Hot Country Songs) | 1              |

### Годовые итоговые чарты
| Чарт (2010)                    | Позиция |
| ------------------------------ | ------- |
| США (Country Songs, Billboard) | 4       |